# サワー
サワー (sour) は、蒸留酒に柑橘類などの酸味のあるジュース類と砂糖などの甘みのある成分を混合したカクテルの一種である。

## 世界のサワー
元来は英語で「酸味のある」「酸っぱい」という意味の言葉だが、英語でも上記のカクテルの事をサワーと呼ぶ。サワーに用いられるジュースとしては普通レモン・ジュースが使われる。甘味成分としては普通砂糖が使われるが、シロップで代用されることもある。アメリカと日本では蒸留酒・ジュース・甘味成分にソーダ（炭酸水）を加えて作ることが多いが、通常は蒸留酒・ジュース・甘味成分のみで作るレシピが基本。
サワーの例
- ウイスキー・サワー - ライ・ウイスキーやバーボンウイスキー
- ピスコサワー - ピスコ
- カイピリーニャ - カシャッサ
- ジン・サワー - ジン
- ラム・サワー - ラム酒
- アマレット・サワー - アマレット
- ミドリ・サワー - ミドリ
- テキーラ・サワー - テキーラ

## 日本のサワー
日本ではバーで「サワー」と呼ぶドリンクと居酒屋で「サワー」と呼ぶドリンクは全く別物である。日本のバーにおけるサワーは日本以外の国におけるサワーと同じものである。これについては世界のサワーの節を参照。
それに対し日本の居酒屋におけるサワーは多くの場合酎ハイと同じ意味で用いられる。日本の居酒屋におけるサワーでも蒸留酒・ジュース・甘味成分・ソーダで作る日本以外のサワーや日本のバーにおけるサワーに近いレシピのものもあるが、それでも日本のバーでのサワーや日本以外でのサワーがサワーグラスに注いで作られるのに対し日本の居酒屋でのサワーはタンブラーやビールジョッキに注いで作られるというように使用するグラスが異なる。故に日本のバーでのサワーや日本以外でのサワーはソーダを加える場合でも日本の居酒屋でのサワーよりはソーダの使用量が少ない。特に「緑茶サワー」「ウーロンサワー」はそれぞれ「緑茶ハイ」「ウーロンハイ」と同義で緑茶及び烏龍茶の焼酎割りを指し、酸味を加えない。逆にジュース類の甘みだけを生かし甘味成分を加えないサワーもある。
なお、酢入りの飲料も「サワー」と呼ぶことがあるが、こちらは「サワードリンク」の略である。原液を水、炭酸水、酒類などで割って飲用する。

### 起源
東京都目黒区上目黒一丁目にあったもつ焼きの店「ばん」（酒処 もつ焼き ばん）が発祥と言われている。1960年代初旬、当時の居酒屋ではどの店でも酒といえば日本酒か焼酎がメインだった。「ばん」では客に安く飲んでもらおうと甲種焼酎をメインに出していたが、甲種焼酎は風味も無く酒としては必ずしもおいしいものではなかったので、何とかおいしく飲めるように焼酎にレモン汁を絞り入れ炭酸で割る方法を考えた。ただし、焼酎に風味をつける飲み方や炭酸で割る飲み方は当時すでに一般的に行われていたので、この点は「ばん」のオリジナルではない。
当時、このような飲み物の名称としては「炭酎（たんちゅう）」、「酎炭（ちゅうたん）」、「焼酎ハイボール」などというものがあった。しかし、どれも呼びづらく名称としても垢抜けないものだったので、「ばん」の店長（マスター）が常連客と一緒に名称を考えたところ、常連客の一人が蒸留酒にジュースを混ぜたサワーというカクテルがある事を思い出し、サワーと名づける事を提案した。この常連客とは後に「ハイサワー」を発売する事になった博水社の社長だと言われている。
このようにして、現在のサワーの名称が誕生し、1980年にハイサワーが発売されたことでサワーの名称が日本中に広まった。しかし、名称の起源が東京であったためか、関東など東日本では「サワー」の呼称は一般的であるが、現在でも関西など西日本では主に「チューハイ」と呼ばれており「サワー」と言っても理解されないことが多い。
なお、「ばん」は中目黒駅前周辺の再開発事業のために2004年12月28日をもって46年間続いた店舗の営業を停止したが、店主の実弟により2005年3月1日に祐天寺にて再開している。

### 代表的なサワー
サワーは混ぜ合わせるジュース類の名前を前につけて「○○サワー」と呼ばれることが多い。代表的なサワーは次の通り。
レモンサワー
レモン果汁＋焼酎＋ソーダ（炭酸）
グレープフルーツサワー
グレープフルーツ＋焼酎＋ソーダ（炭酸） - 居酒屋ではこの組み合わせが多い。
グレープフルーツ＋ウォッカ＋ソーダ（炭酸） - 市販の缶入り飲料ではこの組み合わせが多い。
リンゴ酢ミルク
リンゴ酢とミルクを混ぜたもの -「サワードリンク」の例。
梅サワー
梅酒＋ソーダ（炭酸） - 焼酎が入らない例。ただし、一般的な梅酒は焼酎で作る。
梅エキス＋焼酎＋ソーダ（炭酸） で作られることもある。
梅に砂糖を加え、梅と同重量の酢で漬け込んだもの - 「サワードリンク」の例。